# Cerochlamys pachyphylla
Cerochlamys pachyphylla är en isörtsväxtart som först beskrevs av L. Bol., och fick sitt nu gällande namn av L. Bol. Cerochlamys pachyphylla ingår i släktet Cerochlamys och familjen isörtsväxter. Inga underarter finns listade i Catalogue of Life.

## Bildgalleri

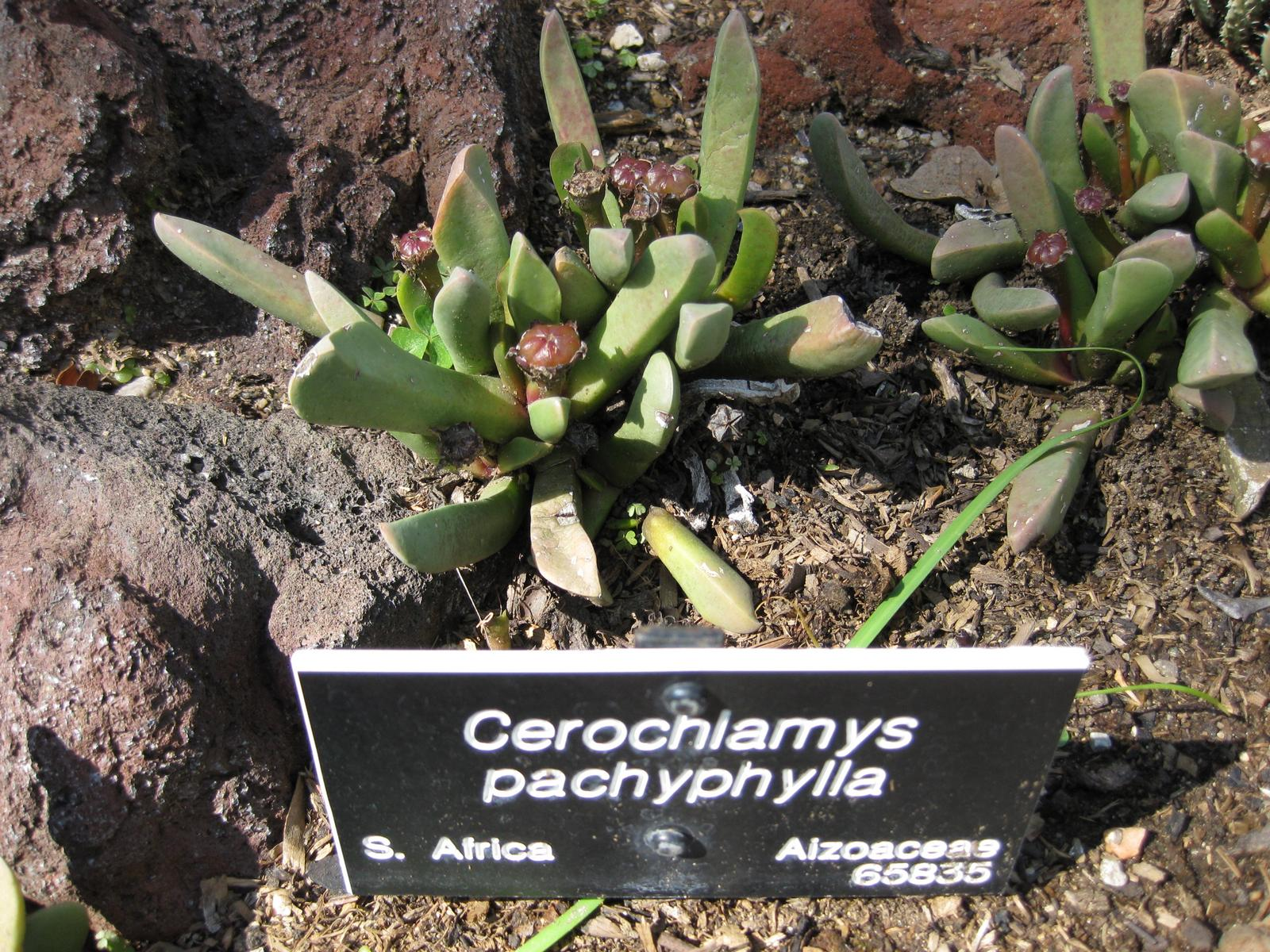